# Bordjomi

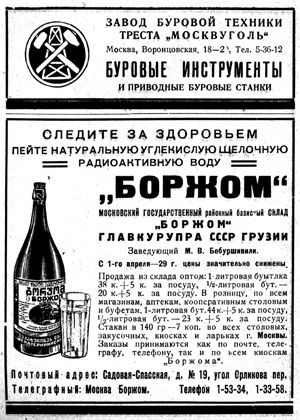
publicité pour l'eau Bordjomi (1929)

Bordjomi (en géorgien : ბორჯომი) est une ville de Géorgie, située en Samtskhé-Djavakhétie.
Elle est connue pour sa station thermale à eau à hydrocarbonate de sodium, ses sources et ses stations de ski. La ville est située dans la gorge de Bordjomi, l'une des gorges de la Koura, à 810-850 mètres d'altitude, à 152 kilomètres à l'ouest de Tbilissi, à la frontière orientale du Parc national de Bordjomi-Kharagaouli, protégé par le WWF. Elle compte environ 10 546 habitants (2014). La localité a acquis le statut de ville en 1921. De 1926 à 1951, dans le village voisin, la villa Likani appelée également palais de Nikolaï Mikhaïlovitch était résidence de Staline.
Sa situation de station thermale et ses disponibilités en hôtellerie ont conduit les réfugiés de la Première Guerre d'Ossétie du Sud à squatter son infrastructure d'accueil.
La ville a posé sa candidature pour les jeux olympiques d'hiver de 2014, mais le 22 juin 2006, Bordjomi n'a pas été retenue par le Comité international olympique à l'issue du premier tour.

## Histoire ancienne
Selon la légende, le nom de la localité proviendrait des mots bordj - « la muraille » et omi - « la guerre ». Les archéologues considèrent que les sources ont été connues depuis des temps très anciens. En témoignent sept baignoires en pierre découvertes au XXe siècle et datées du début du premier millénaire après Jésus Christ. On suppose qu'à cette époque on utilisait cette eau pour les bains et pas comme eau de boisson.
Selon les investigations des historiens géorgiens V. Bagrationi et V. Esadze, l'eau a été utilisée du Ier siècle jusqu'à la fin du XVIe, puisqu'on a découvert des conduits en argile datant de ces époques. Aux XVIe-XVIIe siècles, à la suite des bouleversements consécutifs à de nombreuses guerres, leur utilisation a été abandonnée.

## Station thermale auxXIXe-XXesiècle
Cette pratique a connu un second souffle en 1829 quand on loge à Bordjomi le régiment de grenadiers de Kherson. Les militaires trouvent une source partiellement ensevelie sur la rive droite. Le capitaine Popov a ordonné de la nettoyer et de ramener de cette eau, et de l'embouteiller. Il aurait été le premier à la tester pour ses problèmes d'estomac et à constater l'amélioration de son état, au point qu'il fait construire sa maison à côté et entoure la source d'un muret en pierres, en vantant ses vertus auprès des connaissances.
En 1837, le régiment de Popov est remplacé par les grenadiers géorgiens. Le médecin militaire Amirov analyse la formule chimique de la source, en envoie les premiers échantillons à Moscou et à Saint-Pétersbourg. Vers 1841, l'eau de Bordjomi est déjà tellement connue que la fille de Evgueni Golovine (ru), gouverneur du Caucase, y fait une cure. On appelle cette première source en son nom source de Catherine (Екатерининский источник). La deuxième source découverte peu après s’appelle source d'Eugène (Евгеньевский источник) au nom de son père.
En 1850, on inaugure à Bordjomi le parc des Eaux minérales, puis, en 1854, la première usine de mise en bouteilles. En 1868, on construit le pont sur la Koura, appelé le Pont d'Olga (Ольгинский мост). Il doit son nom à la grande-duchesse Olga Fiodorovna, l'épouse de Mikhaïl Romanov. Le pont est détruit lors de l’inondation cent ans plus tard, en 1968.
En 1894, on construit une ligne de chemin de fer depuis Khachouri ce qui améliore considérablement la liaison avec les villes voisines, car avant le voyage en fiacre jusqu'à Tbilissi prenait 8-9 jours. La même année, le grand-duc Mikhaïl Romanov ouvre une usine de mise d'eau en bouteilles, et, en 1896, une verrerie pour fabriquer les bouteilles pour son usine. En 1897, Romanov fait construire la première centrale électrique qui fonctionne jusqu'en 1958. Atteint de tuberculose, le grand-duc Georges Aleksandrovitch de Russie, frère cadet du tsar Nicolas II de Russie et héritier du trône, s'y installe en 1894. Il y mourra prématurément cinq ans plus tard à l'âge de 28 ans.
Bordjomi devient station thermale sous le régime soviétique, et acquiert le statut de ville en 1921.

## Histoire récente
Bordjomi est, au XXIe siècle, une destination touristique réputée, pour elle-même, comme un équivalent de Vichy, et comme étape confortable à proximité des autres sites de la région de Samtskhé-Djavakhétie.
Bordjomi est traversée par l'autoroute S8.

## Jumelage
La ville de Bordjomi est jumelée avec la ville de Philippi, située dans l'État de Virginie-Occidentale aux États-Unis.
| Ville | Ville    | Pays | Pays       | Période     |
| ----- | -------- | ---- | ---------- | ----------- |
|       | Mykolaïv |      | Ukraine    |             |
|       | Philippi |      | États-Unis | depuis 2006 |
|       | Poltava  |      | Ukraine    | depuis 2011 |